# Ramanuja
Ramanuja (Devanagari: रामानुज, Rāmānuja; * vermutlich um 1050 in Sriperumbudur im heutigen Bundesstaat Tamil Nadu; † wohl 1137 in Srirangam) war ein indischer Philosoph und religiöser Lehrer des Hinduismus. Ramanuja gilt als einer der wichtigsten Vertreter der Tradition des Sri-Vaishnavismus im Hinduismus. Er war der Begründer der Vishishtadvaita-Lehre, eines „modifizierten“ bzw. eingeschränkten Monismus, und gilt als zentraler Lehrer der Sri-Vaishnava-Tradition. Diese Auffassung stellte er dem radikalen Monismus des Advaita Vedanta („Vedanta des Nicht-Dualismus“) entgegen. Damit schuf er die theoretische Grundlage für eine theistische Weltanschauung, die den Konsequenzen des radikalen Monismus entgeht, ohne dabei den Monismus zugunsten einer dualistischen Weltsicht aufzugeben.

## Leben
Ramanuja stammte aus einer Brahmanenfamilie, gehörte also der obersten Kaste an. Den überlieferten Angaben zufolge wurde er im Jahr 1017 geboren und starb 1137. Diese Chronologie, wonach er ein Alter von rund 120 Jahren erreicht hätte, macht einen legendenhaften Eindruck. Daher wird in der Forschung vermutet, dass seine Geburt mehrere Jahrzehnte später anzusetzen ist. Auch das überlieferte Todesjahr ist angezweifelt worden.
Seine erste Ausbildung erhielt Ramanuja bei dem Vedanta-Lehrer Yadavaprakasha. Nach Meinungsverschiedenheiten über die Interpretation des Vedanta trennte er sich jedoch von ihm. Er gehörte zur Gemeinschaft der Vaishnavas, der Verehrer des Gottes Vishnu, die diesen Gott nicht als einen unter anderen, sondern als höchstes Wesen betrachten (Vishnuismus). Die Vaishnavas legen traditionell großen Wert auf ihre Behauptung, es gebe eine ununterbrochene Kette von Meistern, von denen jeder die Lehre, die er von seinem eigenen Meister empfing, unverfälscht an seine Schüler weitergab. Ramanuja gilt als der letzte von drei besonders prominenten und verehrten Acharyas (religiösen Lehrern, Meistern). Der erste war Nathamuni (10. Jahrhundert), der zweite sein Enkel Yamuna (10./11. Jahrhundert). Ramanuja soll Yamuna nicht begegnet sein, aber von fünf Schülern Yamunas Unterweisung empfangen haben. Jeder der fünf führte ihn in einen besonderen Aspekt der Lehre Yamunas ein. Der Überlieferung zufolge wurde Ramanuja von einem seiner fünf Lehrmeister in ein religiöses Geheimnis eingeweiht, nachdem er geschworen hatte, es nicht zu enthüllen. Am folgenden Tag bestieg er aber einen Tempelturm (nach einer anderen Version begab er sich auf einen Balkon des Tempels) und enthüllte das Geheimnis den versammelten Gläubigen mit lauter Stimme. Vom Meister zur Rede gestellt bekannte er, dass er damit ungehorsam gewesen war. Er sagte, er wisse, dass ihm deswegen die Hölle drohe, aber die Gläubigen würden (durch ihre Teilhabe an dem Geheimnis) mit dem Lehrer verbunden und damit erlöst werden, und dafür nehme er das Opfer auf sich. Davon war Ramanujas Lehrer so beeindruckt, dass er ihn daraufhin als echten Meister anerkannte, dem er selbst, der Lehrer, unterlegen sei. So erlangte Ramanuja das Ansehen, das ihm die Führung der Vaishnava-Gemeinschaft verschaffte.
In dieser Erzählung spiegelt sich der Übergang von einer exklusiven, auf Geheimhaltung bedachten spirituellen Schule, deren Lehrinhalte nur nach eingehender Vorbereitung an einzelne Schüler weitergegeben wurden, zu einer offenen Religionsgemeinschaft, deren Lehren universal verkündet wurden und deren Praxis der volkstümliche Vishnu-Kult war. Neben dieser Öffnung zur Öffentlichkeit hin hielt Ramanuja aber auch streng am Prinzip eines persönlichen Meister-Schüler-Verhältnisses fest. Er legitimierte sich als Lehrer durch eine Einweihung (Initiation), die ihm sein Meister Tirukottiyur Nampi erteilt hatte, und weihte seinerseits Schüler ein, die er damit bevollmächtigte, die Einweihung an andere weiterzugeben.
Der für Ramanuja charakteristische Verzicht auf die traditionelle, von den Brahmanen gepflegte Exklusivität brachte ihn in Konflikt mit dem herkömmlichen strikten Kastendenken. Während die Brahmanen konsequent an den Vorrechten ihres Ranges als Angehörige der obersten Kaste (Priester) festzuhalten pflegten, wurde Ramanuja, obwohl er Brahmane war, Schüler eines Meisters, der einer niedrigeren Kaste angehörte. Damit anerkannte er den Vorrang der individuellen spirituellen Qualifikation vor dem durch die Kastenzugehörigkeit gegebenen Status. Ramanujas Frau soll das missbilligt haben, worauf er sie verließ und Mönch wurde. Ein solcher Verzicht auf ein Familienleben war bei religiösen Lehrern häufig; im Fall Ramanujas handelte es sich aber nicht um eine grundsätzliche Abwertung oder Ablehnung des Ehestands, sondern um eine fundamentale Meinungsverschiedenheit, an der seine Ehe scheiterte.
Ramanuja erwies sich als fähiger Erneuerer und Organisator des Vishnu-Kults. Aus dem Haupttempel der Vaishnavas in Srirangam, dem Ranganathaswamy-Tempel machte er das Zentrum seiner wachsenden Schülergemeinschaft. Auf weiten Reisen suchte er Pilgerzentren auf, um den dortigen Tempelkult in seinem Sinne zu reformieren. Dies führte zu einer stärkeren Beteiligung nichtbrahmanischer Gruppen am Tempelkult. Auf der Suche nach Kommentaren zu den als heilig verehrten Schriften gelangte er bis nach Kaschmir.
Im südindischen Chola-Königreich, wo er lebte, regierte ein Herrscher, der ein eifriger Anhänger des Shivaismus war. Daher kam es dort zu einer Verfolgung von Vaishnavas; Ramanuja musste nach Norden ins Hoysala-Reich fliehen, wo er einen Teil seines späteren Lebens verbrachte. Dort gewann er die Gunst des Königs und drängte den Jainismus zurück. Eine Skulptur mit Inschrift, die ihn mit dem Hoysala-König zeigt, ist der älteste Beleg für seine historische Existenz. Später konnte er nach Srirangam zurückkehren.

## Werke
Traditionell werden Ramanuja neun Werke zugeschrieben. Vermutlich als erstes von ihnen entstand die Abhandlung Vedarthasamgraha („Zusammenfassung des Sinns des Veda“). Dort fasst er seine philosophische Position mit Berufung auf die Upanishaden zusammen. Später verfasste er sein Hauptwerk Shribhashya („Der ehrwürdige Kommentar“), auf dem sein Ruhm hauptsächlich beruht. Es ist eine Auslegung der Brahmasutras, die einen Dialog mit einem philosophischen Gegner enthält. Darin entwickelt er seine theistische, gemäßigt monistische Lehre in Auseinandersetzung mit dem radikalen Monismus, dessen Hauptvertreter der berühmte Philosoph Shankara war. Ein Teil seiner besonders ausführlichen Kommentierung des ersten Brahmasutra wurde in Ramanujas Schule Mahasiddhanta genannt. Zwei weitere, kürzere Kommentare zu den Brahmasutras tragen die Titel Vedantadipa („Vedanta-Leuchte“) und Vedantasara („Die Essenz des Vedanta“). Das Vedantadipa wurde sicher, das Vedantasara vermutlich nach dem Shribhashya verfasst; das Vedantasara ist möglicherweise eine von Ramanuja autorisierte Arbeit eines seiner Schüler. Ramanuja schrieb auch einen Kommentar zur Bhagavadgita, das Bhagavadgitabhashya, vermutlich ein Spätwerk. Dort wendet er sich gegen radikal monistische, Gott als letztlich unpersönlich darstellende Deutungen dieses religiösen Gedichts.
Vier weitere Werke Ramanujas sind nicht philosophisch, sondern für die Praxis der Frömmigkeit bestimmt. Das Nityagrantha ist ein Handbuch der täglichen hingebungsvollen Gottesverehrung. Das Sharanagatigadyam ist ein literarisch stilisiertes persönliches Gespräch zwischen Gott und dem bei ihm Zuflucht Nehmenden; die Zuflucht wird erbeten und gewährt. Das Shrirangagadyam und das Vaikunthagadyam sind hymnenartige Gebete in Prosa. Dieses Schrifttum unterscheidet sich der literarischen Form nach stark von den fünf philosophischen Werken. Seine Echtheit ist im 20. Jahrhundert bezweifelt worden. Die Grundhaltung, die in diesen vier Werken zum Ausdruck kommt, zeigt jedoch keine wesentlichen Unterschiede zu der bekannten philosophischen Einstellung Ramanujas. Daher besteht unter inhaltlichem Gesichtspunkt keine Notwendigkeit, die traditionelle Auffassung, wonach das Handbuch und die Gebete von ihm stammen, zu verwerfen.

## Lehre
Wie sein philosophischer Gegner Shankara akzeptiert Ramanuja vorbehaltlos die Autorität der Upanishaden, des Mahabharata, des Ramayana und des Vishnu-Purana. Er beruft sich auf diejenigen Stellen in dieser Literatur, die geeignet sind, seine Position zu stützen, so wie Shankara sich auf die Auslegung anderer Stellen konzentriert, die für seine Auffassung sprechen.

### Ontologie
In der Ontologie vertritt Ramanuja hinsichtlich der Wirklichkeit der Einzeldinge eine gemäßigte Position. Im Gegensatz zu Shankara lehrt er nicht, Gott sei die einzige, absolut einheitliche und alles umfassende Realität und die Vielheit in der Welt eine bloße Illusion (maya). Er hält die einzelnen Lebewesen und die unbelebten Dinge für Formen Gottes. Diese Formen sind für ihn nicht bloßer Schein, sondern er billigt ihnen ein eigenes, reales Sein zu. Dieses Sein ist allerdings vom Sein Gottes untrennbar. Ramanuja akzeptiert somit wirkliche Unterschiede (vishesha) zwischen real existierenden Entitäten, jedoch ohne ihnen ein separates Dasein in der Weise zuzusprechen, wie es im Dualismus geschieht. Daher kann er eine individuelle Unsterblichkeit der Einzelseelen lehren und zugleich an dem monistischen Gedanken festhalten, dass deren Wesen mit demjenigen Gottes übereinstimmt und sie insofern „Teile“ von ihm sind (tat tvam asi). Mit dieser differenzierten Position begründet er seinen Theismus, dem zufolge die Einzelwesen nicht absolut mit Gott zu identifizieren sind, sondern ewige Partner der als Person aufgefassten Gottheit sind. Wären sie im Sinne des Advaita mit Gott als der einzigen Wirklichkeit absolut identisch, so wäre alle Gottesliebe reine Selbstliebe, was für Ramanuja nicht akzeptabel ist.
Diese Lehre wurde später unter der Bezeichnung Vishishtadvaita bekannt, die Ramanuja selbst noch nicht verwendet hat. Dieser Begriff bedeutet „modifizierter (oder eingeschränkter) Nicht-Dualismus“.
Gegen die Idee der radikalen Monisten, die ganze wahrnehmbare Welt mit ihrer Mannigfaltigkeit sei nur eine durch Unwissenheit entstandene Illusion und es gebe in Wirklichkeit nur das eigenschaftslose Brahman, argumentiert Ramanuja, indem er nach dem Urheber der Unwissenheit fragt. Das Brahman könne es nicht sein, da es damit seiner Natur widerspräche, wodurch es sich selbst aufheben würde. Also kämen nur die Einzelseelen als Urheber in Betracht. Bei ihnen stelle sich die Frage, ob ihre Unwissenheit wirklich oder unwirklich ist. Ist sie unwirklich, so ist sie kein wirklich vorhandener Mangel, und der Versuch, sie auf einen solchen zurückzuführen, führt zu einem infiniten Regress. Ist die Unwissenheit wirklich, so enthält die Welt etwas Wirkliches.
Ferner argumentiert Ramanuja auch gegen die buddhistische Auffassung, es gebe nichts Bleibendes, sondern nur Vergängliches und damit keine metaphysische Ewigkeit, also weder eine Gottheit noch eine ewige Existenz der Seelen.

### Erkenntnistheorie
Ramanujas Erkenntnistheorie ist realistisch, denn sie nimmt eine korrekt erkennbare objektive Realität der Außenwelt an. Sie geht davon aus, dass Wissen aus Wahrnehmung und Folgerung gewonnen wird und dass diese beiden Wissensquellen grundsätzlich vertrauenswürdig sind. Auch Träume sind real; ihre Abläufe sind nicht weniger wirklich als Vorgänge der Außenwelt, sie spielen sich in einer eigens dafür erzeugten besonderen Stofflichkeit ab. Irrtümer entstehen durch Störungen der Wahrnehmungsvorgänge oder durch fehlerhaftes Folgern. Eine dritte Wissensquelle sind die als heilig betrachteten religiösen Schriften; sie informieren über metaphysische Gegebenheiten, die sich der normalen Sinneswahrnehmung entziehen, insbesondere über das Wesen der Gottheit. Bei der Deutung dieser Schriften geht Ramanuja im Gegensatz zu Shankara nicht von zwei verschiedenen Wahrheitsstufen unterschiedlichen Ranges aus, sondern betrachtet alle Texte auf derselben Ebene. Er meint, scheinbare Unstimmigkeiten und Widersprüche zwischen verschiedenen Aussagen der heiligen Schriften seien nicht dadurch aufzulösen, dass man der einen eine höhere Ebene zuweist als der anderen. Vielmehr ergebe sich die Auflösung der Widersprüche durch eine die Gegensätze umfassende Synthese. Beispielsweise ist Gott für Ramanuja sowohl unpersönlich als auch persönlich. Demnach ist die Lehre der Advaita-Anhänger, die Gott als unpersönlich auffassen, nicht an sich falsch, sondern nur unvollständig und dadurch irreführend.

### Kosmologie und Seelenlehre
Die Gesamtwirklichkeit besteht für Ramanuja aus der unbelebten Materie (achit), den empfindungsfähigen, begrenzten Einzelwesen als Bewusstseinsträgern (chit) und der Gottheit als dem höchsten Selbst (paramatma). Das physische, sinnlich wahrnehmbare Universum besteht aus materiellen Objekten, darunter den belebten Körpern, die in bestimmtem Ausmaß der Kontrolle der sie belebenden Seelen unterliegen. Zwar existieren die Körper nur vorübergehend, aber das Material, aus dem sie bestehen, hat ebenso wie die Seelen, von denen sie bewohnt werden, keinen Anfang in der Zeit.
Für die Gottheit verwendet Ramanuja auch die Bezeichnung Brahman. Das Brahman hat sowohl einen persönlichen als auch einen unpersönlichen Aspekt, wobei der persönliche der wesentliche ist. Insoweit Brahman Person ist, wird dafür (unter anderem) auch die Bezeichnung Vishnu verwendet. Nachdrücklich wendet sich Ramanuja gegen die Behauptung der radikalen Monisten, das Brahman sei eigenschaftslos. Er will nur üble Eigenschaften ausschließen und schreibt der Gottheit eine Fülle von guten Eigenschaften zu.
Ramanuja unterscheidet in den einzelnen Individuen zwischen einem begrenzten Selbst (atma) und einem inneren oder höchsten Selbst (paramatma) von göttlicher Qualität. In den Einzelseelen ist das höchste Selbst, die Gottheit, als antaryamin (innerer Lenker) anwesend. Das begrenzte Selbst verhält sich zum inneren oder höchsten Selbst wie der materielle Körper zum begrenzten Selbst, indem es nämlich die Funktion eines Instruments hat. Analog ist das Verhältnis der Welt zu Gott, dessen „Körper“ sie insofern ist. Da die Welt ständigem Wandel unterworfen ist, ist Gott somit über seinen Körper am Wandel beteiligt, obwohl er an sich völlig unwandelbar ist. Ramanuja vergleicht dieses Verhältnis auch mit dem zwischen dem Subjekt und dem prädikativen Eigenschaftswort in der Grammatik. Das begrenzte Selbst ist dem höchsten Selbst insofern ähnlich, als es von Natur aus wie dieses mit den Wesensmerkmalen Bewusstheit und Seligkeit ausgestattet ist. Allerdings ist es nicht wie dieses allmächtig und alldurchdringend. Überdies ist es infolge seiner Unwissenheit an ein mangelhaftes Dasein in der materiellen Welt gefesselt.
Das Verhältnis zwischen dem (begrenzten) Selbst und seinem Bewusstsein vergleicht Ramanuja mit demjenigen zwischen einer Lampe (d. h. deren Flamme) und dem von ihr ausgehenden Licht. Flamme und Licht bestehen aus demselben Stoff. Ebenso ist Bewusstheit der „Stoff“, der das Wesen des Selbst ebenso wie das Wesen von dessen bewussten Akten ausmacht. Das Selbst ist die permanente Basis der von ihm ausgehenden Bewusstseinsakte und ist zugleich numerisch von ihnen verschieden, und die Akte sind auch voneinander numerisch verschieden. Das Selbst als bewusstes Subjekt und seine Bewusstheit sind nicht – wie die radikalen Monisten meinen – im Grunde identisch. Ramanuja bekämpft die Behauptung der radikalen Monisten, dass der Erkennende, der Erkenntnisakt und das Erkenntnisobjekt letztlich in eins zusammenfallen und sich als eine undifferenzierte Realität „Wissen“ erweisen. Das Subjekt der alltäglichen bewussten Erfahrungen ist nach seiner Lehre nicht eine höhere, universale, überindividuelle Bewusstheit, sondern das Individuum als solches. In diesem Zusammenhang setzt er sich mit dem Gegenargument auseinander, das Selbst sei dann als erlebendes Subjekt der Veränderung unterworfen und somit nicht ewig, sondern ein Bestandteil der vergänglichen Welt. Er unterscheidet zwischen einer äußerlichen Veränderung durch die wechselnden Einflüsse der Erkenntnisobjekte auf den Erkennenden und einer innerlichen Unveränderlichkeit des Erkennenden, die auf der Unwandelbarkeit seines Wesens beruht.
Die einzelnen Individuen im Zustand der Erlösung (also befreit von ihren wechselhaften, kontingenten Eigenschaften, die sie während ihres Aufenthalts in der materiellen Welt annehmen) betrachtet Ramanuja als qualitativ identisch und nur numerisch verschieden.
Ramanuja ist der Überzeugung, dass eine Seele stets eines Körpers bedarf. Daher hat sie auch nach ihrer Befreiung (moksha) aus der materiellen Welt, wenn sie eine gottähnliche Qualität annimmt, einen (feinstofflichen) Körper. Die Seele ist lokalisierbar; sie hat nicht die Ausdehnung ihres jeweiligen Körpers, sondern ist winzig.

### Erlösungslehre
Den durch ihre Unwissenheit irregeleiteten Lebewesen stellt die Literatur des Vedanta korrektes Wissen über die Wirklichkeit zur Verfügung. Damit soll ihnen Befreiung aus der Sklaverei des Daseins in der materiellen Welt ermöglicht werden. Dazu gehört das Wissen über die richtige Erfüllung der sozialen und der rituellen Pflichten, die von der religiösen Tradition festgelegt sind. Erforderlich ist auch die religiös-philosophische Einsicht in den Weltzusammenhang und seine Gesetzmäßigkeiten. Wichtiger als diese beiden Erlösungsmittel ist aber die liebevolle Hingabe (bhakti) an Gott.
Die Ausrichtung des Bewusstseins auf Gott geschieht, indem der bhakta (Bhakti-Praktizierende) sich Gottes Eigenschaften unablässig in Erinnerung ruft, bis sie ihm permanent gegenwärtig sind und so real erscheinen wie die Objekte seiner Sinneswahrnehmung. Dadurch entsteht eine höchst intensive emotionale Beziehung zwischen dem bhakta und Gott, so dass der bhakta meint, ohne die beständig erlebte Gegenwart Gottes nicht leben zu können. Ramanuja charakterisiert bhakti als „ehrfürchtiges Überdenken“, das ein „beständig festes Erinnern“ ist. Sofern diesem Erinnern „ein Höchstmaß an Vergegenwärtigen eigen ist“, erhält es „die Form einer Schau“, die „das Eintreten in den Zustand der Wahrnehmung“ bedeutet. Es handelt sich also bei dem „beständig festen Erinnern“ nicht einfach darum, sich etwas ins Gedächtnis zu rufen, sondern um eine Meditation, die durch die Intensität des Vergegenwärtigens den Charakter einer Anschauung Gottes gewinnt. In dem meditativen Akt setzt sich der Meditierende dem Getroffensein durch das, woran er sich „erinnert“, willentlich aus. Der Meditierende ist als solcher Gott „besonders lieb“ und wird daher von ihm „erwählt“, das heißt, Gott zeigt sich ihm so, wie er wirklich ist. Nur derjenige ist geeignet, die Gotteserkenntnis zu erlangen, dem der Gegenstand des Erinnerns und ebenso der Akt des Erinnerns „über alles lieb ist“. Dem Höchstmaß der Vergegenwärtigung in der als bhakti verstandenen Meditation entspricht ein Höchstmaß der liebenden Beziehung zum göttlichen Wesen.
Die Schule Ramanujas betont die Anwesenheit Gottes in dessen Bildnissen. Diese Annahme bildete die Grundlage der rituellen Verehrung der Bildnisse im Tempel.
Ramanujas Betonung des persönlichen Verhältnisses zwischen Gott und dem ihn liebenden Menschen führt ihn zu weitreichenden Konsequenzen. Er bricht mit der philosophischen Vorstellung, wonach Gottes Vollkommenheit bedeutet, dass es nichts gibt, dessen er bedarf. Gott wendet sich den Lebewesen zu in der Absicht, sie vor den Folgen ihrer Unwissenheit zu retten. Zu diesem Zweck ergreift er die Initiative, denn sonst wäre eine Erlösung unmöglich. Er wendet den bhaktas nicht nur seine Liebe zu, sondern bedarf auch seinerseits der ihrigen, die er durch seine Anwesenheit entzündet. Somit ist nicht nur die liebevolle Hingabe an ihn ein Mittel, ihn zu erreichen, sondern er selbst ist zugleich auch durch seine für den bhakta wahrnehmbare Anwesenheit ein Mittel, mit dem der Zustand einer unerschütterlichen Hingabe erreicht werden kann. So vereint Ramanuja das traditionelle Konzept, wonach der Mensch durch seine aktive Hingabe die Gnade erlangt, mit einer Gnadenlehre, der zufolge die Gnade passiv als reines Geschenk empfangen und dadurch Hingabe möglich wird. Damit gelangt Ramanuja auch hier zu einer Synthese scheinbar gegensätzlicher Sichtweisen.
Die von den Advaita-Anhängern angenommene Wesenseinheit der Einzelseelen mit dem Brahman (als unpersönlichem Aspekt der Gottheit) bestreitet Ramanuja nicht. Er meint, dass Seelen nicht nur in einer persönlichen Beziehung zu Gott Erlösung erlangen können, sondern auch in der Einheit mit dem unpersönlichen Brahman. Wenn sie diese Einheit verwirklichen, sind sie leidfrei, doch fehlt ihnen dann die Gemeinschaft mit der Person Gottes. Dies ist das – nach Ramanujas Ansicht durchaus erreichbare, aber nicht erstrebenswerte – Ziel der Advaita-Anhänger.
Nach Ramanujas Überzeugung ist es für den nach Erlösung Strebenden nicht erforderlich, dass er als Einsiedler oder Wandermönch lebt. Vielmehr steht der Pfad auch denen offen, die verheiratet sind und einen Haushalt führen. Unumgänglich ist aber Unterweisung durch einen Meister.
Ramanuja lehrt, dass Erlösung nicht erst durch ein endgültiges Verlassen des materiellen Universums mit seinen leidbehafteten Daseinsweisen erlangt wird:

„Verkörperten Individuen, die der Macht des Karma unterliegen, erscheint die Welt in ihrer Gesamtheit, insoweit sie als etwas von Brahman [völlig] Verschiedenes erlebt wird, als sorgenerfüllt oder in begrenztem Ausmaß erfreulich, je nach dem individuellen Karma der Person. Aber gerade das Erleben der Welt als etwas [völlig] von Brahman Verschiedenes macht die Erfahrung in der Welt sorgenerfüllt oder nur begrenzt erfreulich. Es ist das Erleben der [scheinbaren] Verschiedenheit, das dazu führt, und die Ursache für dieses Erleben ist das Karma. Wenn daher jemand vom Karma in dessen Form als Unwissenheit befreit wird, dann wird diese selbe Welt … zu etwas, was nur noch Freude bereitet.“

### Sprachphilosophie
Ramanuja ist der Meinung, dass die Hauptaufgabe der Sprache darin bestehe, Aussagen über objektive Fakten zu machen. Dabei bezieht er sich auf das Sanskrit als heilige Sprache und meint in erster Linie die vedischen Texte, aber auch den alltäglichen nichtreligiösen Sprachgebrauch. Die Beziehung zwischen einer Sanskrit-Bezeichnung und dem von ihr Bezeichneten hält er für eine objektive, unabänderliche, naturgesetzliche Gegebenheit. Die Sprache der Veden sei auch „unpersönlich“, da die Reihenfolge der Wörter, aus denen die vedischen Texte bestehen, nicht von der persönlichen Willkür eines Urhebers abhänge, sondern einer naturgegebenen Notwendigkeit folge. Mit dieser Auffassung wendet sich Ramanuja gegen die Sprachphilosophie der Prabhakara-Schule. Diese Schule lehrt, die Aufgabe der Sprache sei nicht, Aussagen über objektive Sachverhalte wie etwa das Brahman zu machen, sondern beschränke sich darauf, dem Angesprochenen mitzuteilen, was er zu tun hat. Das Ziel der sprachlichen Mitteilung sei nicht Erkenntnis, sondern die Ausführung einer angeordneten Handlung. Zwar könne die Alltagssprache auch dem Aufstellen von Behauptungen dienen, doch sei auch in diesen Fällen das Ziel der Kommunikation letztlich eine Handlung oder Unterlassung des Angesprochenen.
Die Sprachphilosophie spielt auch eine Rolle in Ramanujas Auseinandersetzung mit seinen philosophisch-theologischen Gegnern, den Anhängern des radikalen Monismus. Dabei argumentiert er, dass Sprache ihrer Natur nach ungeeignet sei, Aussagen über eine nichtdifferenzierte Realität wie ein radikal monistisch aufgefasstes Brahman zu machen.

## Rezeption

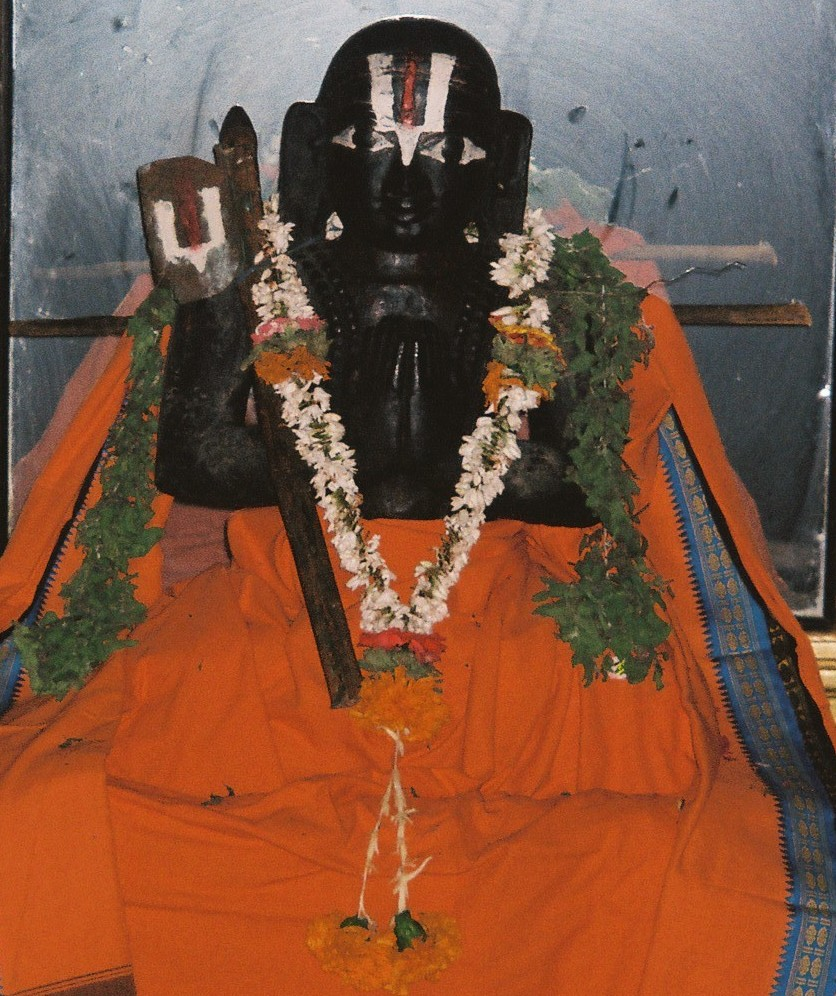
Kultstatue Ramanujas

Unter den Vaishnavas genoss Ramanuja schon zu seinen Lebzeiten und in allen nachfolgenden Generationen höchstes Ansehen. Ihm verdanken sie die dauerhafte Verbindung einer in Sanskrit formulierten philosophischen Lehre mit der auf Vishnu ausgerichteten tamilischen Volksfrömmigkeit Südindiens, die als Sri-Vaishnava-Tradition bekannt ist. Daher entstanden nach seinem Tod zahlreiche in hagiographischem Stil abgefasste Lebensbeschreibungen Ramanujas sowohl in Sanskrit als auch in der tamilischen Sprache. Fast die Hälfte der Literatur des Vishishtadvaita besteht aus Schrifttum, das seine Werke kommentiert oder sich auf solche Kommentare bezieht.
Als sich später die Vaishnavas in verschiedene Zweige spalteten, beriefen diese sich weiterhin auf die Autorität Ramanujas. In der Gnadenlehre überwog bei seinen Nachfolgern eine Betonung des passiven Empfangs der Gnade.

## Textausgaben und Übersetzungen
Shribhashya
- Vasudev Shastri Abhyankar (Hrsg.): Śrî-Bhâshya of Râmânujâchârya. 2 Bände (Band 1: Text, Band 2: Introduction and notes), Government Central Press, Bombay 1914–1916 (nur Sanskrit-Text)
- M. Rangacharya, M. B. Varadaraja Aiyangar (Hrsg.): The Vedāntasūtras with the Śrībhāṣya of Rāmānujācārya. 3 Bände, Munshiram Manoharlal, New Delhi 1988–1991, ISBN 81-215-0090-7 (englische Übersetzung)
- Rudolf Otto (Hrsg.): Siddhānta des Rāmānuja. Ein Text zur indischen Gottesmystik. 2. Auflage, Mohr, Tübingen 1923 (Übersetzung des ersten Abschnitts des Shribhashya)

Übrige Werke
- Johannes A. B. van Buitenen (Hrsg.): Rāmānuja’s Vedārthasaṃgraha. Deccan College, Poona 1956 (kritische Edition und englische Übersetzung)
- Adam Hohenberger (Hrsg.): Rāmānuja’s Vedāntadīpa. Seine Kurzauslegung der Brahmasūtren des Bādarāyaṇa. Orientalisches Seminar der Universität Bonn, Bonn 1964 (nur Übersetzung)
- V. Krishnamacharya, M. B. Narasimha Ayyangar (Hrsg.): Vedāntasāra of Bhagavad Rāmānuja. Adyar 1953 (Sanskrit-Text mit englischer Übersetzung)
- Isvaradatta: Rāmānuja’s Commentary on the Bhagavadgītā. Muzaffarpur 1930 (nur Übersetzung)
- Gerhard Oberhammer (Hrsg.): Śaraṇāgatigadyam. In: Gerhard Oberhammer: Zur spirituellen Praxis des Zufluchtnehmens bei Gott (Śaraṇāgatiḥ) vor Veṅkaṭanātha. Verlag der Österreichischen Akademie der Wissenschaften, Wien 2004, S. 142–152 (Sanskrit-Text und deutsche Übersetzung)